# Ackumulatortank

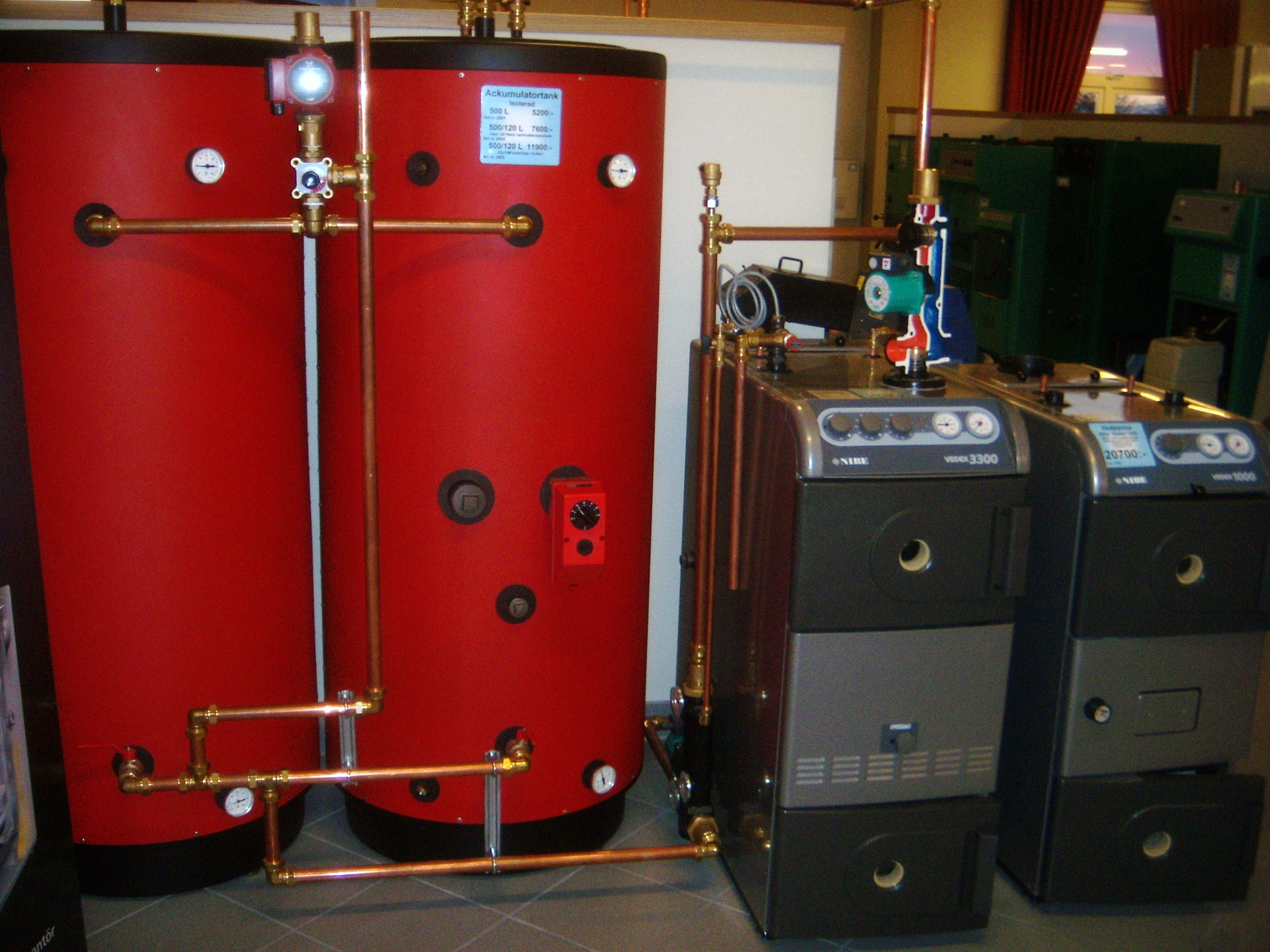
Ackumulatortankar med vedpanna

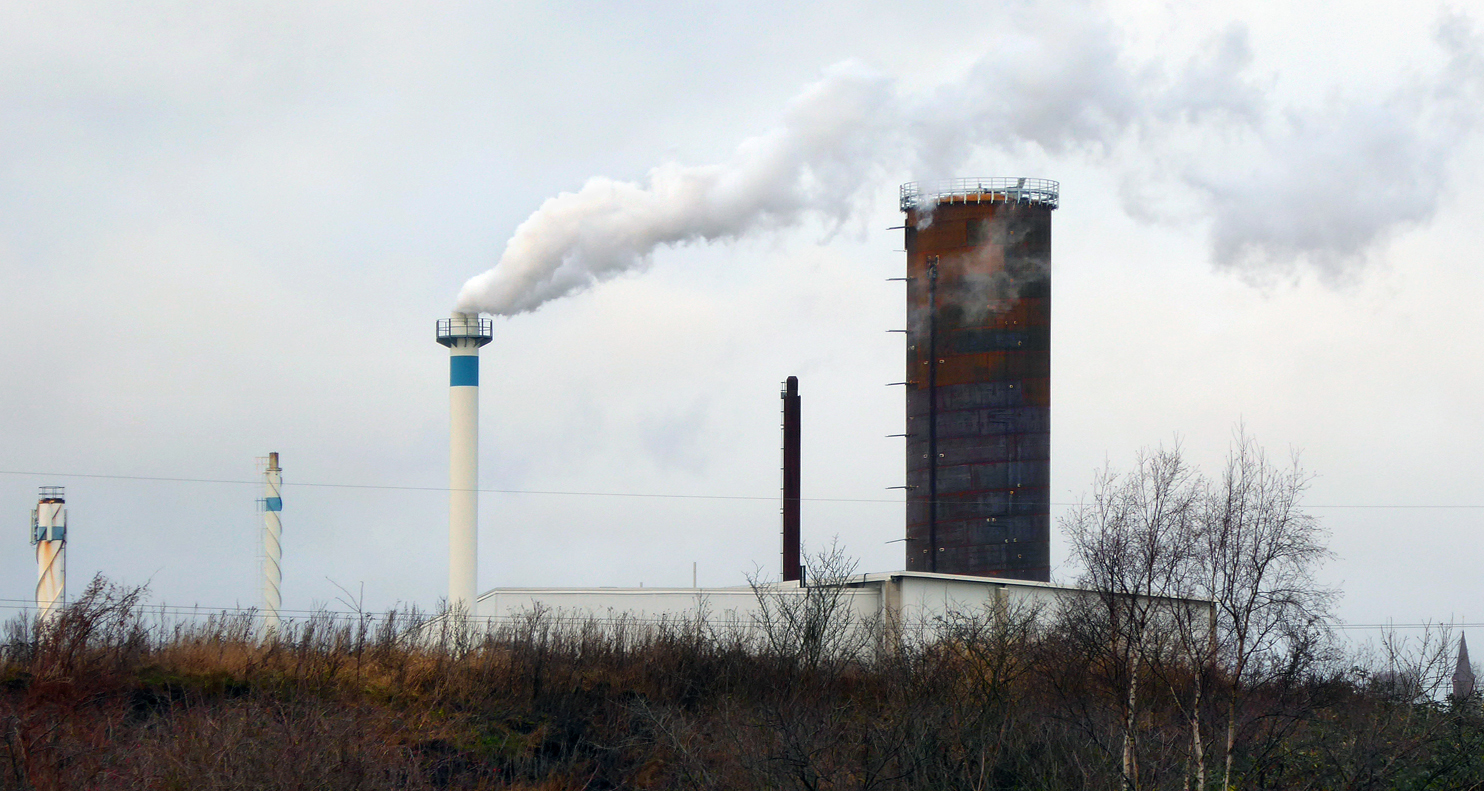
Ystad Energis Ackumulatortank under konstruktion i dec 2016. Hösten 2017 togs den i bruk. Yttermaterial Cortenstål, Höjd 63 meter, Diameter 14 meter, Volym ca 6700 m3, Energi ca 440 MWh, Solceller på toppen.

Ackumulatortank, värmeisolerad tank som fungerar som varmvattenbuffert vid till exempel centralvärme.
Ackumulatortank kommer till nytta då den energikälla som finns installerad till värmesystemet har svårt att anpassa sig till den ojämna energiförbrukning som ofta förekommer i exempelvis ett hushåll. 
Ackumulatortankar bör användas för lagring av värme vid vedeldning då effekten från en vedpanna överskrider husets behov och för att slippa elda under natten. För att endast behöva elda en gång per dygn rekommenderas en ackumulatortank för normalvillan på mellan 1 och 2 kubikmeter. Generellt räknat ca. 10 Liter ackumulatortank per kvadratmeter boyta.
Ackumulatortankar används också vid differentierad eltaxa då man kan värma vattnet under lågtarifftid. Om tanken är tillräckligt stor kan värme hämtas från den till dagsförbrukningen utan att man tvingas värma vatten.
Ackumulatortankar kan också användas för lagring av energi från solenergi, uppvärmt vatten från solfångare leds till tanken genom en värmeväxlare.
Även vid eldning av tex bränslepellets är det bra att ha en ackumulatortank, detta medför att brännaren kan arbeta med hög effekt under uppvärmningsfasen och sedan stanna då tanken uppnått rätt temperatur. Detta medför en effektivare förbränning och därmed mindre bränsleförbrukning och minskade utsläpp av miljöfarliga ämnen som bildas vid "pyreldning"(eldning med låg effekt och strypt lufttillförsel). 
Kort och gott kan man säga att en ackumulator ger en större flexibilitet och medför att man kan använda flera olika energikällor i kombination.  
I ackumulatortanken är det viktigt att vattnet är skiktat. Över skiktet ska vattnet vara markant mycket varmare än under det samma. Från ackumulatortankens topp går varmt vatten ut till husets radiatorer där det avkyls och slutligen rinner tillbaka och tillförs tanken under skiktet. När skiktet har nått toppen av tanken är det dags att elda igen. Skiktningen är viktig eftersom den innebär att radiatorerna kan hålla samma temperatur under tankens hela urladdningscykel, istället för att, som fallet skulle ha varit om varmt och kallt vatten hade blandats i tanken, gradvis bli kallare. Dessutom gör skiktningen det möjligt att använda det varma vattnet ovanför skiktet till att värma varmvatten till hushållet.
För att bevara skiktning används reglerutrustning, s.k. laddkoppel, som återcirkulerar vattnet i pannan tills den uppnått sin arbetstemperatur. När pannvattnet har uppnått en viss temperatur öppnas gradvis en ventil och varmvatten börjar strömma ut i toppen av ackumulatortanken.